# Dolmen von Magacela
Der Dolmen von Magacela oder Dolmen de la Cerca del Marco steht nordöstlich von Magacela, bei Don Benito in der Comarca de La Serena im Osten der Provinz Badajoz in der Extremadura in Spanien. Die Region La Serena ist ein Gebiet mit zahlreichen archäologischen Überresten, wie Dolmen, Felsritzungen, Höhlenmalereien und Stelen, die wegen ihrer Besonderheiten ausgiebig untersucht wurden.
Der beigabenlose Dolmen von Magacela wird anhand der Ähnlichkeiten mit Dolmen wie Granja von Toriñuelo (in Badajoz) und Azután (im Westen der Provinz Toledo) ins Chalkolithikum datiert.
Die Überreste des Dolmens bestehen aus 12 ringförmig aufgestellten Orthostaten aus Granit, die eine runde Kammer von etwa 5,0 Metern Durchmesser bilden. Die durchschnittliche Höhe der Orthostaten beträgt 1,75 m. Übertroffen wird sie von den beiden Eingangsblöcken von etwa 2,0 m Höhe.
Fünf der Steine (vermutlich auch der ursprüngliche Stein Nr. 5, der ersetzt worden ist) tragen auf der Innenseite Gravuren.
- Stein Nr. 4 trägt die meisten Gravurtypen, mit einem elfstrahligen Sonnenmotiv von etwa 24,0 cm Durchmesser. Das 41 × 22 cm messende vertikale, gefiederte Motiv mit Schälchen am oberen und unteren Ende ist einzigartig unter den megalithischen Gravuren der Iberischen Halbinsel. Zu unterst weist ein etwa 54,0 cm langes, horizontales Schlangenmotiv zu einem Schälchen von 4,0 cm Durchmesser. Es gibt mehrere Schälchen zwischen 3,0 und 8,0 cm Durchmesser am Boden des Steines.
- Orthostat Nr. 6 hat Schälchen von bis zu 10 cm Durchmesser, einige davon mit langen Rillen (bis zu 55 cm).
- Die Orthostaten 7 und 9 haben schwerer zu identifizierende Motive.
- Orthostat Nr. 8 zeigt im oberen Teil eine ovale Eintiefung von 31 × 19 cm, im Mittelteil ein ähnlich blattförmiges Motiv wie das auf Nr. 4, aber in horizontaler Position, gekrönt von einer Schale von 4 cm sowie im unteren Teil eine Schale und ein hakenförmiges Motiv.

Die Untersuchungen weisen auf einen etwa 9,0 Meter langen, nicht erhaltenen Gang. Für die ehemalige Decke gibt es mehrere Hypothesen, ein Kraggewölbe, eine große Steinplatte oder eine Holzdecke.
Die runde Kammerform weist Ähnlichkeiten mit den Dolmen Cerro de la Barca, Carmonita und Granja auf.